# Багнюк Сергій Каленикович
Сергій Каленикович Багнюк (1979—2023) — солдат збройних сил України, учасник російсько-української війни, Герой України (2024, посмертно)

## Життєпис
Народився 29 березня 1979 року в селі Фаринки Камінь-Каширського району Волинської області.
Під час повномасштабної війни був солдатом кулеметного відділення кулеметного взводу 1 стрілецького батальйону 14 окремої механізованої бригади.
Загинув 9 травня 2023 року.

## Нагороди
- Звання Героя України з удостоєнням ордена Золота Зірка (30 вересня 2024, посмертно) — за особисту мужність і героїзм, виявлені у захисті державного суверенітету та територіальної цілісності України, самовіддане служіння Українському народові[1].
- Орден «За мужність» III ступеня (28 вересня 2023, посмертно) — за особисту мужність, виявлену у захисті державного суверенітету та територіальної цілісності України, самовіддане виконання військового обов'язку[2].
- Князівський хрест Героя «Навіки в строю»[джерело?].